# Oksana Chusovitina
Oksana Aleksandrovna Chusovitina (em cirílico: Оксана Александровна Чусовитина; Bucara, 19 de junho de 1975) é uma ginasta do Uzbequistão que compete em provas de ginástica artística. Ela é a segunda ginasta a competir nos Jogos por três bandeiras diferentes. Iniciou a carreira defendendo a extinta União Soviética até 1992; de 1993 a 2006, disputou pelo Uzbequistão; em 2006, naturalizou-se alemã, onde competiu até o fim de 2012; e, em 2013, voltou a representar o Uzbequistão. Além de 8 participações em Jogos Olímpicos, ela ainda competiu em 10 Campeonatos Mundiais, 3 Jogos Asiáticos e 3 Jogos da Boa Vontade.
Oksana detém uma medalha de ouro olímpica, conquistada na disputa coletiva em Barcelona 1992, ao competir pela Equipe Unificada. Em 2008, nos Jogos Olímpicos de Pequim, disputou a final do salto e conquistou sua segunda medalha olímpica, de prata, ao superar a chinesa favorita da prova Cheng Fei.
Oksana é a única mulher na história da ginástica a competir em 8 Jogos Olímpicos. Ela é também a recordista de medalhas individuais num único evento em Campeonatos Mundiais (9, no salto). Em fevereiro de 2023, a ginasta tornou-se a atleta mais velha a subir no pódio de uma etapa da Copa do Mundo de Ginástica Artística, em 2023, com o bronze conquistado no salto, na Alemanha, também sendo a atleta mais velha da ginástica artística a ter disputado uma edição dos Jogos Olímpicos.
Chusovitina é uma das poucas mulheres, juntamente com a cubana Leyanet Gonzalez, a soviética Larisa Latynina, e a holandesa Suzanne Harmes, a competir em alto nível após tornar-se mãe.

## Biografia
Nascida na extinta União Soviética, começou na modalidade artística aos oito anos de idade. Assim como seu irmão mais velho, Oksana decidiu começar a praticar o esporte mesmo sua mãe no inicio sendo contra.
| “ | Minha mãe não queria que eu fizesse ginástica, ela ficava preocupada comigo o tempo todo. Eu queria provar a ela que não estava fazendo isso em vão e acho que acabei conseguindo. | ” |

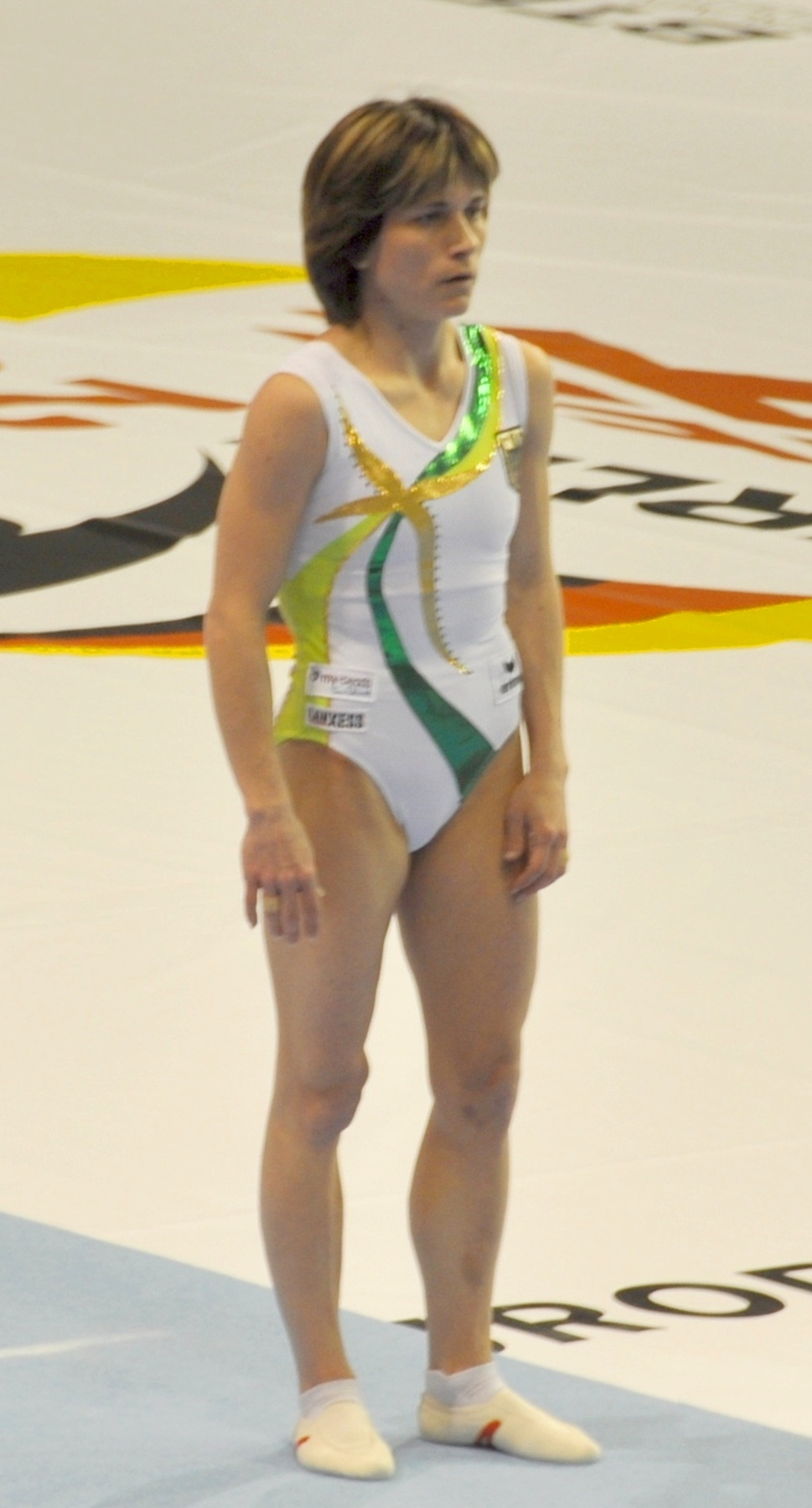
Oksana Chusovitina em 2011

Aos treze, Chusovitina já competia internacionalmente pelo bloco soviético. Logo após o desmembramento do país, competiu pela Equipe Unificada e pelo Uzbequistão. No ano de 2006, naturalizou-se alemã, onde também competiu. Oksaka casou-se em 1997, com o lutador greco-romano Bachadir Kurbanov, o que a fez abandonar o desporto aos 22 anos de idade. Dois anos mais tarde, teve seu filho, Alisher. Poucos meses depois voltou à ginástica e às competições internacionais  nos Jogos Olímpicos de Sydney. Em 2004, Alisher foi diagnosticado com leucemia e aos 29, a atleta decidiu continuar a competir para pagar o caro tratamento do menino:
| “ | Faço isto por mim e principalmente pelo meu filho. Ele é minha maior inspiração. E a ginástica é minha vida. É o que eu sei fazer da vida | ” |

Oksana passou a viver na cidade de Colônia, onde Alisher faz seu tratamento contra a doença. Em 2009, anunciou sua aposentadoria oficial do esporte para depois do Mundial de Londres. Além disso, tornou-se técnica de seu país de origem, cuidando da equipe feminina nacional, da qual destaca-se a ucraniana naturalizada uzbeque Alina Kozich. Contudo, em 2011 retornou às competições internacionais, posteriormente, anunciou novamente a aposentadoria algumas vezes mas sempre adiava para competir nos Jogos Olímpicos (precisamente mais três Olímpiadas depois do primeiro anúncio).
Como membro de honra da Classe de 2017, Oksana Chusovitina fez história sendo a única ginasta a ser introduzida no Hall da Fama da Ginástica Internacional ainda ativa competitivamente.
Aos 43 anos e 65 dias, ela se tornou a atleta mais velha a ganhar uma medalha na ginástica artística, isso ocorreu nos Jogos Asiáticos quando Oksana conquistou a prata no salto nos Jogos de 2018 na Indonésia.
Ela se tornou a primeira ginasta a ter aparecido em oito edições dos Jogos Olímpicos, quando competiu nos Jogos Olímpicos de 2020 em Tóquio. Após sua despedida de Tóquio ela disse:
| “ | Muitos pensaram que comecei a chorar porque não cheguei à final [nos Jogos de 2020], mas foram lágrimas de alegria porque tantas pessoas me apoiaram. Minhas lágrimas não foram por causa dos resultados. Fiquei emocionado porque tudo acabou "Sabe, estou me preparando para isso, mas, no fim das contas, você não consegue se preparar totalmente. Quando você se despede do esporte, é triste e uma pena. Eu realmente amo ginástica, eu simplesmente gosto de praticar." Não tem segredo. Tenho muito o que fazer agora. Em primeiro lugar, vou trabalhar um pouco como esposa, vou cuidar do meu filho, ele está começando a faculdade. Em segundo lugar, vou abrir uma academia em Tashkent e trabalhará para trazer os jovens para a prática de esportes. Não será só ginástica artística lá, só quero trazer o maior número possível de crianças e jovens para praticar esportes. | ” |

## Carreira

### URS Júnior
Na categoria júnior nacional, a atleta passou três anos, o último deles disputando as duas categorias (júnior e sênior) simultaneamente. Sua primeira disputa foi no Campeonato Nacional Soviético Júnior, no qual conquistou duas medalhas de ouro - solo e individual geral, e foi candidata ao prêmio "Master os Sports" da categoria. No ano seguinte, competindo internacionalmente, participou do Cottbus International, no qual, sem subir ao pódio, foi a nona colocada geral.
Em 1990, disputou como sênior, os Jogos da Boa Vontade, em Seattle, nos Estados Unidos. Neles, foi bimedalhista de ouro: salto sobre o cavalo e equipe. No Europeu Júnior, fora campeã coletiva novamente e segunda colocada no concurso geral. Em campeonatos nacionais, atingiu três êxitos: ouro no salto e no solo da Copa Suíça e prata no Campeonato Soviético.

### URS / UZB / GER Sênior
Chusovitina começou carreira na ginástica internacional no ano de 1991, representando a extinta União Soviética e já participando de um Campeonato Mundial. No ano seguinte, representou a Equipe Unificada e em 1993, passou a competir por sua terra natal, o Uzbequistão. Em 1994, competiu nos Jogos Asiáticos de Hiroshima, do qual saiu medalhista de bronze nas provas do salto sobre a mesa e das barras assimétricas. Competidora internacional nos dois anos seguintes, interrompeu a carreira para formar uma família: casou-se e teve um filho. Quatro anos mais tarde retornou para disputar uma edição olímpica. Em 2002, em nova edição dos Jogos Asiáticos, foi a vice-campeã do individual geral. Quatro anos mais tarde, após tornar-se cidadã alemã, passou a competir por esta nação. No Campeonato Europeu de Amsterdã em 2007, conquistou uma medalha de prata no salto. Em 2011, após dois anos desde sua aposentadoria oficial, voltou a competir no Europeu, no qual foi novamente medalhista de prata.

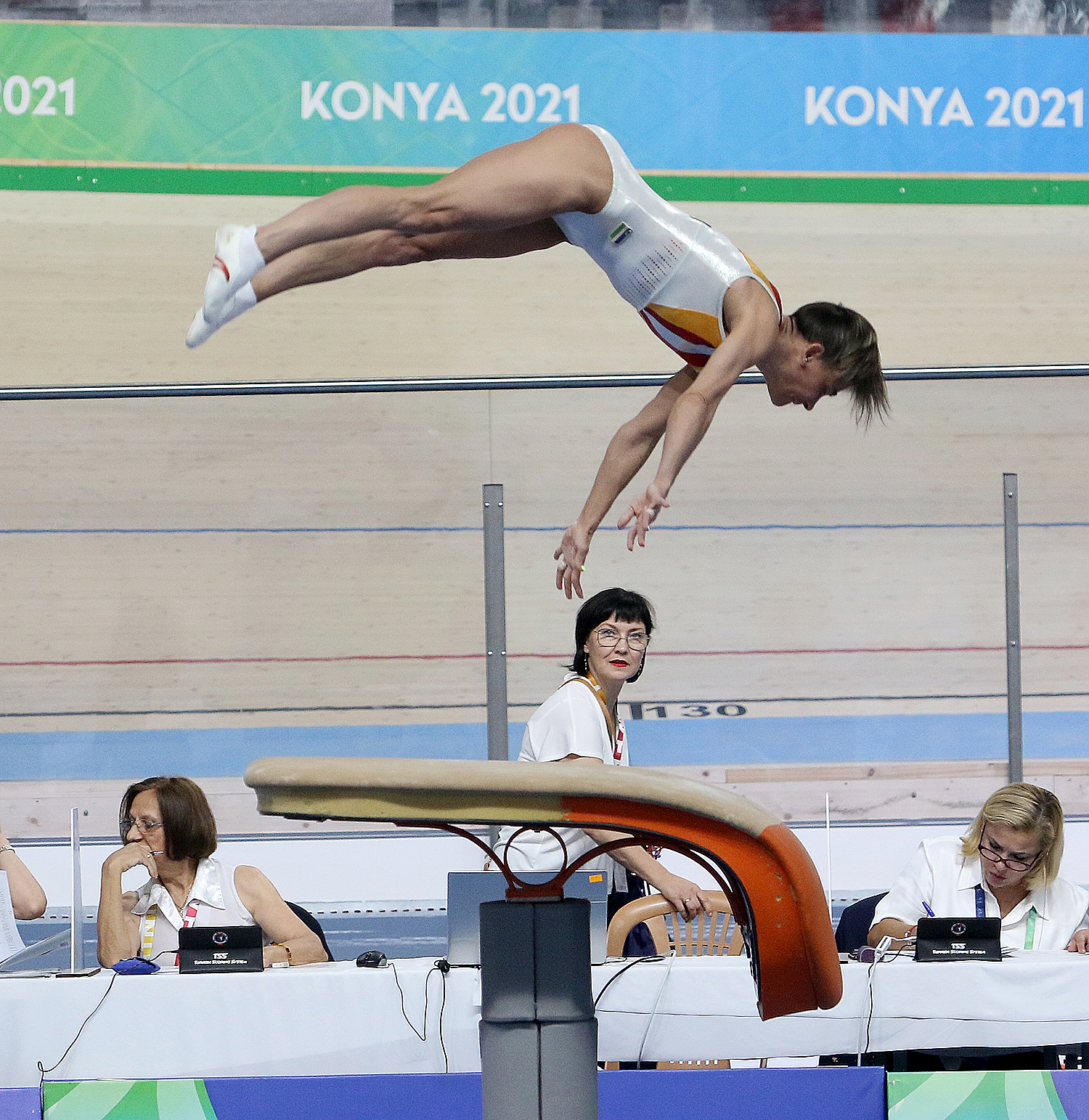
Jogos Islâmicos de Solidariedade 2021

### Campeonato Mundial de Ginástica Artística
A sua primeira participação em mundiais foi em Indianápolis, Estados Unidos, em 1991. Ao longo dos campeonatos que participou seus resultados mantiveram-se estáveis.
Estreando em Campeonatos Mundiais aos 16 anos de idade e competindo pela União Soviética, Oksana foi a três finais em Indianápolis: Conquistou a medalha de ouro por equipes após superar as norte-americanas e romenas, prata e bronze. Nas finais individuais que disputou, salto e solo, encerrou como vice-campeã e campeã, respectivamente.
No ano seguinte, agora competindo pela Equipe Unificada, a ginasta disputou o Campeonato Mundial de Paris, no qual terminou com o bronze no salto sobre a mesa. Na edição seguinte, agora representando o Uzbequistão, a atleta terminou mais uma vez com a medalha de bronze no salto, superada por Svetlana Boginskaya e Henrietta Onodi. Em sua terceira participação em mundiais, Oskana novamente terminou o evento com a medalha de bronze em sua especialidade: o salto, atrás da romena Lavinia Milosovici, da bielorrussa Elena Piskun.
Após anos fora das competições, devido a seu casamento e gravidez, voltou aos mundiais em 2001. Nesse retorno classificou-se para duas finais: No concurso geral terminou na décima nona colocação entre as 24 competidoras; Nos aparelhos, foi medalhista de prata na prova do salto, superada por Svetlana Khorkina.
Em mais uma edição do Mundial, essa que não contou com a prova por equipes, Chusovitina foi a três finais: salto, solo e trave. No salto terminou com a medalha de bronze, atrás das russas Elena Zamolodchikova e Natalia Ziganshina; Na trave foi oitava, e no solo, sexta colocada. Em sua sexta participação em mundiais, aos 28 anos de idade, conquistou o título no salto, superando a campeã mundial e olímpica no aparelho Elena Zamolodchikova, que terminou com a medalha de prata.
No ano seguinte a sua quarta participação em Olimpíadas, a ginasta foi à final de mais uma prova do salto sobre a mesa, na qual encerrou como medalhista de prata, após ser superada pela chinesa Cheng Fei. Sua oitava participação foi na Dinamarca. No evento, terminou em nono no geral individual, e o bronze no salto sobre a mesa, atrás da americana Alicia Sacramone (prata) e novamente Cheng Fei, que terminou com o ouro, e o bicampeonato no aparelho. No ano seguinte, em Stuttgart, na Alemanha, conquistou a vaga para os Jogos Olímpicos de Pequim. Classificada também para a final do salto, caiu, e terminou na sexta colocação. A vencedora da prova foi novamente a chinesa Cheng Fei.
Oksana eventualmente participou das finais de salto dos próximos mundiais de Ginástica (2013, 2015 e 2017) sendo o Campeonato Mundial de Ginástica Artística de 2018 em Doha sua ultima participação em uma final por aparelho na qual ficou em 4ª lugar na final do Salto. Sua ultima participação em um mundial foi o Campeonato Mundial de Ginástica Artística de 2019, em Stuttgart, onde não conseguiu se classificar pra final do salto terminando em 12ª lugar nas classificatórias.

### Jogos Olímpicos
Oksana estreou Nos Jogos Olímpicos de Verão de 1992, representando a Equipe Unificada. Foram ao todo cinco participações. Em total de medalhas, foram duas: uma de ouro e uma de prata. Competindo pela Equipe Unificada em Barcelona, conquistou a medalha de ouro por equipes, ao lado de Svetlana Boginskaya, Tatiana Gutsu, Tatiana Lysenko, Rozalia Galiyeva e Elena Grudneva, superando as campeãs olímpicas romenas, e as americanas.
Em sua segunda aparição olímpica, nos Jogos Olímpicos de Verão de 1996 em Atlanta, classificou-se para uma final, a do individual geral, na qual terminou em décimo lugar em prova vencida pela ucraniana Lilia Podkopayeva.
Nas Olimpíadas de 2000, em Sydney, sem classificar-se para nenhuma final, encerrou no quadro geral como a 45ª colocada.

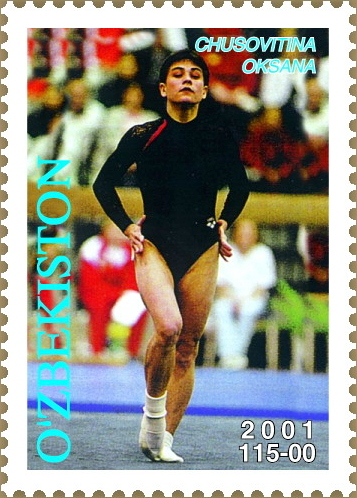
Chusovitina em um selo uzbeque de 2001

Em sua quarta aparição olímpica, nos Jogos Olímpicos de Verão de 2004 na Grécia, participou apenas da prova do salto nas preliminares, sendo 97.ª colocada no evento.
Sua aparente última participação olímpica, nos Jogos Olímpicos de Verão de 2008, em Pequim, aos 33 anos de idade, classificou-se para a final do individual geral, conquistou a nona colocação, a melhor de sua carreira em Olimpíadas; Na final do salto, terminou a frente da tricampeã mundial favorita da prova Cheng Fei, e atrás da norte coreana Hong Un Jong ganhando assim a medalha de prata.
Nos Jogos Olímpicos de Verão de 2012, em Londres, conseguiu se classificar para a final do salto e terminou a competição na 5ª colocação.
A presença de Chusovitina nos Jogos Olímpicos de Verão de 2016 do Rio, tornou a uzbeque a primeira ginasta a participar de sete jogos consecutivos. Ela chegou na final do salto mais uma vez e terminou na 7ª colocação, após cair ao tentar um Produnova vault.
Em Tóquio, em 2020, Chusovitina defendeu pela quinta vez em Olimpíadas as cores do Uzbequistão, onde sua fama é tão grande que existe um selo com o seu rosto estampado, aumentou seu recorde para 8 Olímpiadas consecutivas. Na competição, ela não se classificou para a final, porém foi ovacionada de pé em sua despedida por todos no estádio.

Depois de 8 Olimpíadas, Chusovitina que já havia anunciado que se aposentaria após os Jogos Olímpicos de Verão de 2020 em Toquio, decidiu adiar mais uma vez sua despedida das competições, dessa vez para 2022, após anunciar em uma postagem nas suas redes sociais que pretende disputar os Jogos Asiáticos em Hangzhou na China.
"Eu quero anunciar a todos que decidi me preparar para os Jogos Asiáticos de 2022. Eu apenas não consigo encerrar minha carreira sem uma medalha para o Uzbequistão".

### Movimentos
Oksana tem no total cinco movimentos nomeados com seu nome no Código Internacional de Pontuação da Ginástica, dois movimentos nas barras assimétricas, dois no salto (sua especialidade) e um no solo. Os dois no salto incluem o layout frontal em balanço com uma torção e meia, já nas barras assimétricas são uma pirueta completa com salto e uma desmontagem completa e no solo trata-se das costas dobradas com uma torção completa no segundo salto.

### Principais resultados
| Ano  | Evento                                    | AA  | Equipe          | Salto sobre o cavalo | Trave | Barras assimétricas | Solo            |
| ---- | ----------------------------------------- | --- | --------------- | -------------------- | ----- | ------------------- | --------------- |
| 1991 | Campeonato Mundial de Ginástica Artística |     | Medalha de ouro | Medalha de prata     |       |                     | Medalha de ouro |
| 1992 | Campeonato Mundial de Ginástica Artística |     |                 | Medalha de bronze    |       |                     |                 |
| 1992 | Jogos Olímpicos                           |     | Medalha de ouro |                      |       |                     |                 |
| 1993 | Campeonato Mundial de Ginástica Artística |     |                 | Medalha de bronze    |       |                     |                 |
| 1996 | Jogos Olímpicos                           | 10º |                 |                      |       |                     |                 |
| 2000 | Jogos Olímpicos                           | 45º |                 |                      |       |                     |                 |
| 2001 | Campeonato Mundial de Ginástica Artística | 19º |                 | Medalha de prata     |       |                     |                 |
| 2002 | Campeonato Mundial de Ginástica Artística |     |                 | Medalha de bronze    | 8º    |                     | 6º              |
| 2003 | Campeonato Mundial de Ginástica Artística |     |                 | Medalha de ouro      |       |                     |                 |
| 2004 | Jogos Olímpicos                           | 97º |                 |                      |       |                     |                 |
| 2005 | Campeonato Mundial de Ginástica Artística |     |                 | Medalha de prata     |       |                     |                 |
| 2006 | Campeonato Mundial de Ginástica Artística | 9º  |                 | Medalha de bronze    |       |                     |                 |
| 2007 | Campeonato Europeu                        | 6º  |                 | Medalha de prata     |       |                     | 6º              |
| 2007 | Campeonato Mundial de Ginástica Artística |     | 10º             | 6º                   |       |                     |                 |
| 2008 | Campeonato Europeu                        |     |                 | Medalha de ouro      |       |                     |                 |
| 2008 | Jogos Olímpicos                           | 9º  | 12º             | Medalha de prata     |       |                     |                 |
| 2011 | Campeonato Europeu                        |     |                 | Medalha de prata     |       |                     |                 |
| 2011 | Campeonato Mundial de Ginástica Artística |     | 6º              | Medalha de prata     |       |                     |                 |
| 2012 | Campeonato Europeu                        |     | 8º              | Medalha de prata     |       |                     |                 |
| 2012 | Jogos Olímpicos                           |     |                 | 5º                   |       |                     |                 |
| 2017 | Campeonato Mundial de Ginástica Artística |     |                 | 5°                   |       |                     |                 |
| 2018 | Campeonato Mundial de Ginástica Artística |     |                 | 4°                   |       |                     |                 |